# Garuda-giri
Garuda-giri o Gardan-giri, és una muntanya de Karnataka amb una alçada de 1.141 msnm.
És situada a l'est del Santuari de vida salvatge de Bhadra.